# Exoprosopa iota
Exoprosopa iota är en tvåvingeart som beskrevs av Osten Sacken 1886. Exoprosopa iota ingår i släktet Exoprosopa och familjen svävflugor. Inga underarter finns listade i Catalogue of Life.